# Jesu
O Jesu é uma banda de música experimental/drone doom/post-rock formada em 2003 por Justin Broadrick, após o fim do Godflesh. Jesu é o nome da última canção do último álbum do Godflesh, chamado Hymns.

## Membros
- Justin Broadrick – guitarra, vocal, baixo, bateria
- Diarmuid Dalton – guitarra
- Ted Parsons – bateria, percussão

## Discografia

### Álbuns de estúdio
- Jesu (2005)
- Conqueror (2007)
- Opiate Sun (2009)
- Ascension (2011)
- Everyday I Get Closer to the Light from Which I Came (2013)

### EPs
- Heart Ache (2004)
- Silver (2006)
- Sun Down/Sun Rise (2007)
- Lifeline (2007)

### Splits
- Jesu/Eluvium (2007)
- Jesu/Envy (2008)